# Heshan, Jiangmen
Heshan, även romaniserat Hokshan, är en stad på häradsnivå i Jiangmens stad på prefekturnivå i provinsen Guangdong i sydöstra Kina.
Heshan är indelat i ett stadsdelsdistrikt och nio köpingar.
Stadsdelsdistrikt (jiedao):

- Shaping (沙坪街道)

Köpingar (zhen):

- Gonghe (共和镇)
- Gulao (古劳镇)
- Hecheng (鹤城镇)
- Longkou (龙口镇)
- Shuanghe (双合镇)
- Taoyuan (桃源镇)
- Yayao (雅瑶镇)
- Zhaiwu (宅梧镇)
- Zhishan (址山镇)